# Katolická církev v komunistickém Československu
Katolická církev v komunistickém Československu zažívala po krátkém období obnovy po druhé světové válce tvrdý střet s komunistickou mocí. Během roku 1948 se církevní představitelé snažili některými vstřícnými kroky zmírnit komunistické represe vůči církvi, Komunistická strana Československa ovšem nikterak nemínila ustoupit ze svého plánu proti katolické církvi, jednomu ze svých největších ideových protivníků. Zlomem ve vztazích mezi katolickou církví a státem se stal červen 1949, kdy biskupové vystoupili v pastýřském listě proti státem organizované „Katolické akci“, jež měla omezit vliv episkopátu na laiky, a papež Pius XII. vydal exkomunikační dekret vztahující se na členy Katolické akce a KSČ. Bezpečnostní složky vzápětí internovala pražského arcibiskupa Berana a v následujících dvou letech rovněž téměř všechny ostatní československé římskokatolické i řeckokatolické biskupy.
Vydáním „církevních zákonů“ roku 1949 a pozdějším založením Mírového hnutí katolického duchovenstva získali komunisté pod kontrolu činnost duchovenstva, zatímco členy mužských řádů a kongregací podobně jako biskupy internovali v rámci Akce K, jejíž obdoba Akce Ř postihla také řeholnice. Významná část řeholnic ovšem zůstala činná v sociálních ústavech po celé období komunismu. Řeckokatolickou církev komunisté donutili na soboru v Prešově začlenit se do pravoslavné církve a následně perzekvovali ty, kteří se tomuto opatření odmítli podřídit. Stejně tak perzekuce zejména v podobě internace, vězení či zařazení do pomocných technických praporů postihly kněze či laiky vystupující aktivně proti komunistickému režimu. Československou stranu lidovou, jež vystupovala jako politický zástupce katolíků, zcela ovládlo prokomunistické Petrovo a Plojharovo křídlo.
Do roku 1953 tak byla činnost církve značně ochromena a tento stav trval přinejmenším do počátku 60. let. Roku 1960 byli ovšem mnozí katoličtí vězni amnestováni a kolem některých z nich (Josef Zvěřina, Oto Mádr, Felix Maria Davídek, řeholníci) se začaly formovat ilegální skupinky „podzemní církve“. Roku 1963 se k nim mohli přidat také biskupové, kteří sice byli propuštěni z internace, nezískali však státní souhlas. Kardinál Beran dokonce roku 1965 opustil republiku bez možnosti návratu. Novým impulsem pro život československé katolické církve se stala vyjednávání mezi zástupci Vatikánu a Československa probíhající od roku 1963.
Během pražského jara vystoupili mnozí tajní kněží a řeholníci z ilegality, došlo ke zrušení Mírového hnutí katolického duchovenstva, obměně vedení ČSL a povolení činnosti některým biskupům, avšak invaze vojsk Varšavské smlouvy v srpnu 1968 znamenalo konec této obnovy činnosti církve. Dlouhodobější význam do budoucnosti mělo snad jen Dílo koncilové obnovy a obnova řeckokatolické církve; mírové hnutí bylo obnoveno pod názvem Sdružení katolických duchovních Pacem in terris (SKD PIT) a roku 1973 se komunistům po úmrtí většiny československých biskupů podařilo prosadit vysvěcení biskupů, kteří byli vůči režimu loajální, nebo s ním přímo spolupracovali (zejména Josef Vrana).
Roku 1978 ovšem do papežského úřadu nastoupil Jan Pavel II., jenž komunistický režim znal velmi dobře z vlastní zkušenosti, což znamenalo zásadní proměnu vatikánské politiky vůči komunistickým režimům. Roku 1982 římská kurie zakázala kněžím členství v SKD PIT a následujícího roku byl vydán nový Kodex kanonického práva, jenž omezil pravomoci kapitulních vikářů, kteří spravovali neobsazené diecéze a často úzce spolupracovali s režimem.
Kardinál František Tomášek podpořen těmito kroky Vatikánu pozval papeže na návštěvu. Komunisté návštěvu sice nepovolili, roku 1985 se ovšem konala mohutná pouť na Velehradě, kterou následovala zintenzivněná činnost skryté církve i laiků. Slabost režimů ukázaly i velké poutě roku 1988. Na podzim roku 1989 ÚV KSČ dokonce povolila vypravení poutě z Československa do Říma na svatořečení Anežky České, které se konalo jen několik dní před sametovou revoluci. Po pádu komunistického režimu církev mohla začít vyvíjet svou činnost v atmosféře náboženské svobody.

## Demokraticko-pretotalitní období (1945–1948)

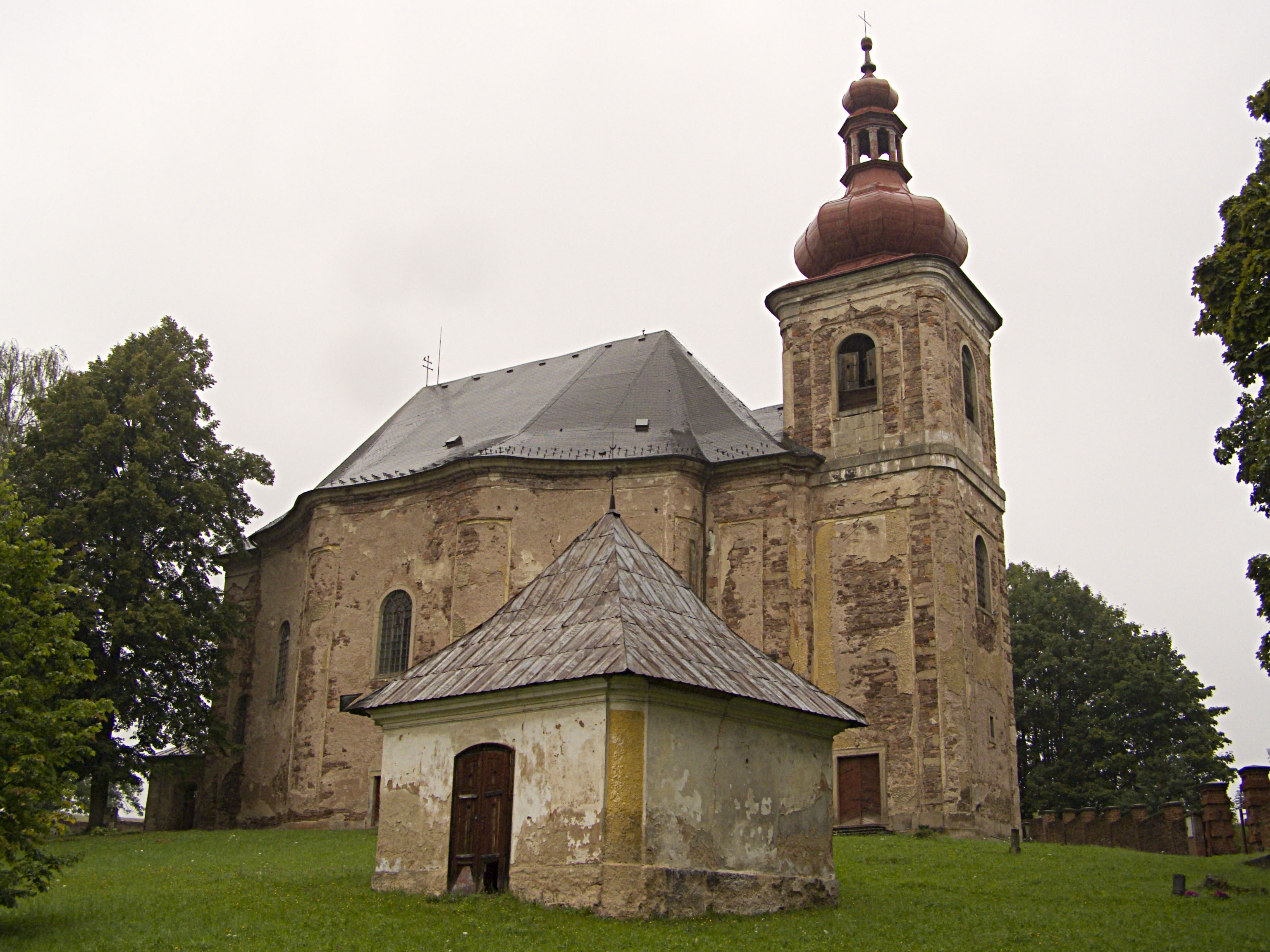
Kostel v Heřmánkovicích chátrající po odsunu Němců

### Obnova církevních institucí
Poválečné Československo se vyznačovalo dvěma tendencemi: na jednu stranu probíhala obnova demokratických struktur první Československé republiky, na druhou stranu však mnohé prvky naznačovaly přechod k totalitarismu. Katolická církev nebyla nijak přímo a zjevně omezována, v českých zemích byla naopak oceňována její činnost v období Protektorátu, kvůli níž byli někteří její představitelé dokonce vězněni v koncentračních táborech (například nový pražský arcibiskup Josef Beran nebo litoměřický biskup Štěpán Trochta). Během několika let proběhla obnova biskupského sboru, neboť v českých zemích měla po válce svého biskupa jen arcidiecéze olomoucká (Leopold Prečan) a diecéze královéhradecká (Mořic Pícha) a litoměřická (Anton Weber), přičemž roku 1947 Prečan zemřel a Weber kvůli své německé národnosti rezignoval. Roku 1946 se proto biskupem brněnským stal Karel Skoupý, arcibiskupem pražským Josef Beran, roku 1947 biskupem českobudějovickým Josef Hlouch, litoměřickým Štěpán Trochta a roku 1948 arcibiskupem olomouckým Josef Matocha. Zároveň došlo k obnově církevních škol, katolických spolků, tělovýchovné organizace Orel a tisku. Významný negativní dopad pro život církve ovšem mělo vysídlení Němců z Československa, neboť ti představovali spíše religioznější složku obyvatelstva českých zemí.
Na Slovensku se ovšem místní církevní představitelé značně zkompromitovali podporou pronacistického režimu Slovenského státu, kdy v čele státu stál kněz Jozef Tiso, a ve Státní radě Slovenské republiky dokonce zasedal spišský biskup Ján Vojtaššák. Komunistická strana Československa, která neměla na Slovensku tak silné postavení jako v českých zemích, se této skutečnosti pokusila využít: komunisté vyvíjeli nátlak na pražského internuncia Francisca Xaveria Rittera, aby byli biskupové podezřelí z kolaborace svých úřadů zbaveni, jelikož však tato snaha k žádaným výsledkům nevedla, zatkly komunisty ovládané bezpečnostní orgány Vojtaššáka a čtyři a půl měsíce jej držely ve vazbě, aniž by mu sdělily obvinění. Z protistátní činnosti se pokusili již dříve usvědčit Tomislava Kolakoviče SJ, který zakládal kroužky Katolická akce, soudnictví ovšem roku tehdy ještě nebyly plně v moci KSČ, a tak byl Kolakovič propuštěn.

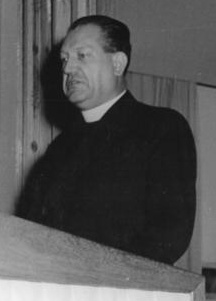
Josef Plojhar, jehož frakce ovládla ČSL

### Katoličtí intelektuálové a politici
S nesnázemi se potýkali rovněž katoličtí intelektuálové, z nichž někteří sice velmi podporovali autoritářský režim (Jaroslav Durych), jiní ovšem hájili prvorepublikovou demokracii (Zdeněk Kalista). Po válce však byli kvůli „podezřelé blízkosti fašismu“ napadáni všichni: Jaroslav Durych, František Lazecký, Václav Renč, Jan Zahradníček i Zdeněk Kalista. Komunistický ministr Václav Kopecký jim přímo zakazoval spisovatelskou činnost, neboť jejich skepse vůči „lidové demokracii“ a konceptu Československa jako „mostu mezi Východem a Západem“ ohrožovala mocenské ambice komunistů.
Československá strana lidová, reprezentující především katolíky, oproti tomu alespoň zdánlivě zažívala vzestup. Členská základna strany se rozrostla o členy neobnovených předválečných stran (agrární, živnostenské nebo národní demokracie; na počátku roku 1948 tvořili členové zaniklých stran asi 40 % ze 467 tisíc členů ČSL), parlamentní volby roku 1946 ovšem pro ČSL skončily zklamáním. Uvnitř strany navíc panovaly spory ohledně směřování strany: předseda strany Jan Šrámek i místopředseda František Hála upřednostňovali vyčkávací taktiku a očekávali opadnutí revolučních nálad, zatímco vnitrostranická opozice vedená Helenou Koželuhovou-Procházkovou prosazovala aktivnější politiku, jež by byla schopna čelit konkurenci KSČ. Vyloučení představitelů vnitrostranické opozice pak jen posílilo pozice levého křídla vedeného Aloisem Petrem a Josefem Plojharem, jenž byl informátorem a snad tajným členem KSČ.

## Ochromení církve (1948–1960)

### Reakce na nový režim (1948)
Po uchopení moci komunisty v únoru 1948 již 25. února 1948 ovládl stranu Plojhar s Petrem, kteří navzdory tomu, že byli vyloučeni ze strany, založili Akční výbor ČSL. Mnozí lidovečtí poslanci a kritici komunistické strany emigrovali (Koželuhová-Procházková, Adolf Procházka, Pavel Tigrid, Jan Čep), avšak samotnému Šrámkovi s Hálou se to nepovedlo a oba byli internováni. V následujících měsících probíhalo zakládání akčních výborů také v nižších stranických organizacích a ty „nejreakčnější“ se dočkaly rozpuštění. Tyto kroky vedly k odchodu asi 300 tisíc členů (z toho 23 tisíc přešlo do KSČ), takže na konci roku 1949 měla ČSL jen 30 tisíc členů.

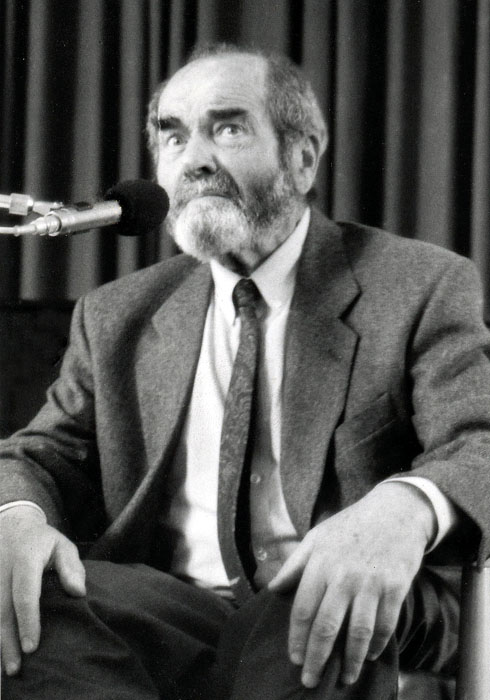
Katolický exulant Pavel Tigrid

Komunistický režim byl nepřijatelný nejen pro mnohé lidovce, ale také pro představitele katolické církve. Neslučitelnost s křesťanstvím vyjádřil například Jan Čep:
| „         | Svět, který se komunisté pokoušejí vytvořit pro člověka, a způsob, jakým se pokoušejí přetvořit člověka samého, se příčí zákonům lidské přirozenosti, nejhlubším potřebám lidské bytosti, jejímu duchovnímu poslání a určení. Marxistický komunismus nese v sobě zárodek neodvratné smrti [...], neboť už Marxova filozofie podává neúplný a znetvořený obraz člověka a jeho duchovního osudu, zjednodušuje a zplošťuje hrubým způsobem lidské dějiny, hlásá tupý a nenávistný ateismus, razí formuli třídního boje a dělá nakonec iracionální skok k neuchopitelné utopii blaženého stavu lidstva, zcela uspokojeného hmotným blahobytem. | “ |
| — Jan Čep | |   |

Biskupové proto ve svém pastýřském listě ze 4. března 1948 odmítli uznat legalitu nového režimu a 12. června 1948 Beran po dohodě s ostatními biskupy suspendoval kněze, kteří se navzdory církevnímu právu a bez získání výjimky aktivně účastnili politického života, což se vztahovalo zejména na Josefa Plojhara. Mnozí suspendovaní kněží si ovšem z tohoto opatření nic nedělali a dále sloužili veřejné bohoslužby. Po zvolení Klementa Gottwalda prezidentem sloužil Beran ve svatovítské katedrále slavnostní Te Deum, odmítal to však interpretovat jako schválení komunistického režimu a sám to vykládal tak, že není možné odmítnout něčí prosbu o Boží pomoc.

### Vytvoření taktiky (1948–1949)
Beran svým vstřícným krokem ovšem postoje komunistů nijak nezměnil. Naopak, církevní oddělení Ústředního akčního výboru Národní fronty (ÚAV NF), v jehož čele stál Alexej Čepička vypracovávalo strategii proti církvi. Církev již v březnu tvrdě postihly Ďurišovy zemědělské zákony, které mj. omezovaly držbu půdy na 50 ha, čímž církev ztratila obrovskou část svého hospodářského zázemí. 30. srpna 1948 byl nakonec schválen plán církevní komise ÚAV NF, jenž měl katolickou církev v Československu, tedy jednoho z nejsilnějších ideových protivníků komunismu, co nejvíce oslabit především dvěma způsoby: 1) přerušit její kontakty s Vatikánem, 2) posílit rozpory uvnitř místní církve.
Vliv Vatikánu na episkopát, duchovní i laiky, kteří se svým počtem bezmála 7 milionů v českých zemích tvořili 77 % obyvatelstva, se komunisté snažili potlačit několika způsoby. Především již o církevně-státních vztazích nejednalo ministerstvo zahraničních věcí s vatikánským internunciem, jak bylo doposud zvykem, nýbrž tyto záležitosti projednávala Národní fronta přímo s československými biskupy. Přímá vazba církevních řádů a kongregací na papeže měla být zlikvidována o pár let později zejména při Akci K. Před poslušností papeži měly zastrašit také procesy s „vatikánskými špiony“, jimž byly ukládány exemplárně vysoké tresty.
Při rozbíjení jednoty místní církve se komunistická moc v následujících letech zaměřila především na zničení vazeb mezi episkopátem a klérem. Použila k tomu především dva prostředky: internace téměř všech biskupů a ekonomického připoutání duchovenstva ke státu. Také měla být roztržena jednota mezi římskokatolickou a řeckokatolickou církví. Konečně komunisté hledali mezi kněžími takové, kteří by byli ochotni s režimem spolupracovat.

### Internace episkopátu (1949–1963)
Zlomovým okamžikem ve vztahu státu a katolické církve se stal červen 1949. Do té doby komunistická moc spíše improvizovala, zasahovala jen proti „nejnebezpečnějším“ skupinám katolíků (tělovýchovná jednota Orel, katolické oddíly Junáka, katolické spolky) a soustředila se obecně na ustavování své moci (9. května 1948 nová ústava, 16. října 1948 zákon na ochranu lidově-demokratické republiky, 25. října 1948 zákon o táborech nucené práce,). Komunisté určitou dobu totiž kalkulovali s tím, že se jim podaří biskupy přimět k uznání legality nového režimu a dostat episkopát pod svou kontrolu. Biskupové ovšem neměli v úmyslu ustupovat, obzvlášť ne poté, co na svém zasedání v březnu 1949 ve Starém Smokovci zjistili, že jsou odposloucháváni.
Stát a nově jmenovaná církevní komise (nazývána „církevní šestka“ podle počtu svých členů: Alexej Čepička, Vladimír Clementis, Zdeněk Fierlinger, Jiří Hendrych, Václav Kopecký, Viliam Široký) nakonec eventualitu domluvy s episkopátem zavrhl a pokusil se ustavit široké hnutí pro všechny „pokrokové katolíky“, které se mělo stát mluvčím všech katolíků namísto episkopátu. Komunisté zvolili pro tuto platformu založenou 10. června 1949 název „Katolická akce“, čímž skutečně zmátli mnohé katolíky (včetně 1500 kněží), kteří se domnívali, že se jedná o stejnou organizaci, jakou na Slovensku zakládal Kolakovič. Katolická církev reagovala velmi rázně: 15. června biskupové vystoupili s pastýřským listem Hlas biskupů a ordinářů v hodině velké zkoušky, v němž zhodnotili dosavadní situaci: veškerá katolická periodika byla zakázána, náboženské knihy cenzurovány a téměř všechny církevní školy zrušeny. 20. června pak Posvátná kongregace Svatého Oficia vydala exkomunikační dekret, který se vztahoval na ty, kdo se vědomě a dobrovolně připojili ke Katolické akci, což mělo za následek odchodu většiny duchovních z oné organizace. Stejná kongregace 1. července vydala kongregace ještě jeden exkomunikační dekret, který se vztahoval na věřící, kteří vyznávají materialistické a protikřesťanské učení komunistů, a zejména na ty, kteří ho hájí a propagují, což se vztahovalo zejména na členy a podporovatele KSČ. Podle interpretace olomouckého arcibiskupa Matochy se ovšem dekret nevztahoval na voliče KSČ. Přesto byly tyto dokumenty pro KSČ krajně nebezpečné, neboť se jimi zakazovala podpora režimu více než třem čtvrtinám obyvatel českých zemí, a tak se komunisté velmi snažili duchovní zastrašit před veřejným čtením pastýřského listu i dekretů.
Přečtení pastýřského listu 19. června nakonec bylo nakonec pro arcibiskupa posledním veřejným vystoupením v Československu. Ještě téhož dne byl internován ve svém paláci a v následujících letech byl držen na různých místech republiky. V následujících dvou letech roce byli internováni úplně všichni čeští i slovenští biskupové kromě pražského pomocného biskupa Antonína Eltschknera, přičemž několik biskupů (Stanislav Zela, Vojtaššák, Michal Buzalka, Pavel Peter Gojdič, Ladislav Hlad) bylo dokonce uvězněno. Roku 1951 sice po složení slibu věrnosti republice komunisté propustili čtyři slovenské biskupy, v českých zemích však mohl působit jen Eltschker – roku 1961 ovšem zemřel i on, takže následující dva roky české země neměly jediného biskupa. Většina biskupů se dočkala propuštění z internace až roku 1963, své úřady ovšem vykonávat nemohli. Místo nich diecézní kurie řídil generální nebo kapitulní vikář ochotný spolupracovat s vládním zmocněncem dosazeným na diecézní kurii.
V předtuše tohoto střetu udělil papež českým biskupům „mexické fakulty“, jež mj. umožňovaly československým biskupům světit nové biskupy bez souhlasu papeže. Biskupové vysvěcení ještě s vědomím papeže (František Tomášek, Štefan Barnáš, Ladislav Hlad, Karel Otčenášek) sice byli záhy rovněž internováni, ovšem biskupové vysvěcení zcela tajně (Eugen Kočiš, Felix Maria Davídek, Stanislav Krátký aj.) pomohli zajistit vybudování podzemní církve a vzdělávání a svěcení tajných kněží. Nekontrolovaná činnost ovšem s sebou nesla také jisté problémy, které se projevily zejména v důsledku Davídkovy horlivé světitelské činnosti, při níž se staly kněžími také tři ženy.

### Svázání kléru (1949–1960)
Internací biskupů a ustanovením biskupských vikářů komunistická moc ovládla církevní hierarchii a tím do jisté míry také klérus. Komunisté ovšem učinili ještě jedno opatření, které mělo duchovenstvo připoutat ke státu ještě pevněji a zároveň zmenšit jeho vliv na laiky. Jednalo se o „církevní zákony“ vydané v říjnu 1949, jimiž byl zřízen Státní úřad pro věci církevní (SÚC, v čele s Alexejem Čepičkou) a které měly církev hospodářsky zajistit (poté, co její hospodářskou základnu rozbila pozemková reforma). Duchovní ovšem mohli vykonávat svou činnost jen pokud k tomu měli „státní souhlas“. Státní souhlas udělovali církevní tajemníci jen pro určitou oblast, čímž prakticky rozhodovali o umístění kněze, což doposud náleželo výhradně do kompetence biskupa. Výkon kněžské služby bez státního souhlasu byl zároveň kriminalizován.
Další zákon z 16. března 1950 vyňal bohoslovecké fakulty ze svazku univerzit a podřídil je SÚC, 14. července 1950 pak byla výuka bohosloví soustředěna jen do Prahy a Bratislavy, což znamenalo zánik ostatních diecézních a řádových bohosloveckých učilišť. V nově zřízených fakultách již děkan nebyl odpovědný církevním představitelům, nýbrž SÚC, který rovněž určoval osnovy a vybíral vyučující. Úpadek studia bohosloví symbolizoval také přesun české bohoslovecké fakulty do Litoměřic.
Pod zástěrkou „mírového hnutí“ a „vlastenectví“ režim vytvořil Mírové hnutí katolického duchovenstva (MHKD, pod tímto názvem až od roku 1956). Kněží hlásící se k tomuto hnutí měli hrát důležitou roli při pacifikaci radikálních věřících a při přesvědčování věřících sedláků ke vstupu do jednotných zemědělských družstev. Nezanedbatelnou roli hrálo toto hnutí pro navození dojmu, že církevní život se může (byť novým způsobem) velmi dobře realizovat a že komunismus není s křesťanstvím nijak v rozporu. Základy hnutí byly položeny 5. července 1950 a pozici předsedy zastával až do roku 1968 Josef Plojhar. Sjezdů MHKD se během 50. let v českých zemích účastnilo 1200–1700 kněží.
Velká část kněží ovšem nebyla ochotna takovou loajalitu vůči režimu projevit. Mnozí naopak ve svých kázáních proti komunistické politice vystupovali. Odpor kněží věrných své víře a svým církevním představitelů mělo zlomit zejména trojí velké zatýkání diecézních kněží v 2. polovině roku 1950. Kněží odstranění z farností byli buď internováni v táborech nucené práce, zařazeni do pomocných technických praporů nebo přímo uvězněni. Cílem komunistů nebylo pouze znemožnit svým ideovým protivníkům působit na katolickou veřejnost, ale monstrprocesy (Josef Moštěk, Václav Pácha) měly také dokázat veškerému obyvatelstvu údajnou zločinnost katolické církve („špionáž pro Vatikán“, „velezrádnost“) a zastrašit ostatní kněze. Velké soudy probíhaly do roku 1955, avšak k uvězňování duchovních docházelo dále až do roku 1989. Jen do konce 50. let se do vězení dostalo okolo 400 českých a 300 slovenských kněží. Další tři kněží byli dokonce popraveni v souvislosti s babickým případem.
V důsledku změn komunistické politiky po projevu Nikity Chruščova na XX. sjezdu KSSS roku 1956 došlo k revizi některých rozsudků, většina vězněných kněží ovšem vězení opustila až v rámci amnestie roku 1960, avšak i po roce zůstalo ve vězení ještě 67 kněží. Několik desítek kněží se z vězení vůbec nevrátilo; nejznámější je případ Josefa Toufara umučeného roku 1950 při vyšetřování číhošťského případu, který se pro komunistický režim stal také záminkou k přerušení diplomatických vztahů s Vatikánem.

### Likvidace řeholí (1950–1960)
Měl-li se oslabit vliv Vatikánu na místní církev a minimalizovat počet lidí věřících v něco jiného než komunismus, nesměli komunisté opominout řeholní řády a kongregace. Roku 1950 žilo v Československu přes 2 500 řeholníků a téměř 12 000 řeholnic. Mužské řády si získávaly autoritu zejména pro svou duchovní činnost a intelektuální aktivity, zatímco ženské řády získávaly oblibu díky své nezastupitelné činnosti v zdravotních, sociálních a školských institucích. Právě kvůli odlišnému charakteru činností museli komunisté zvolit v postupu proti mužským a proti ženským řeholím poněkud odlišnou taktiku, cíl – omezit vliv řádů na veřejnost – se jim však podařilo splnit.

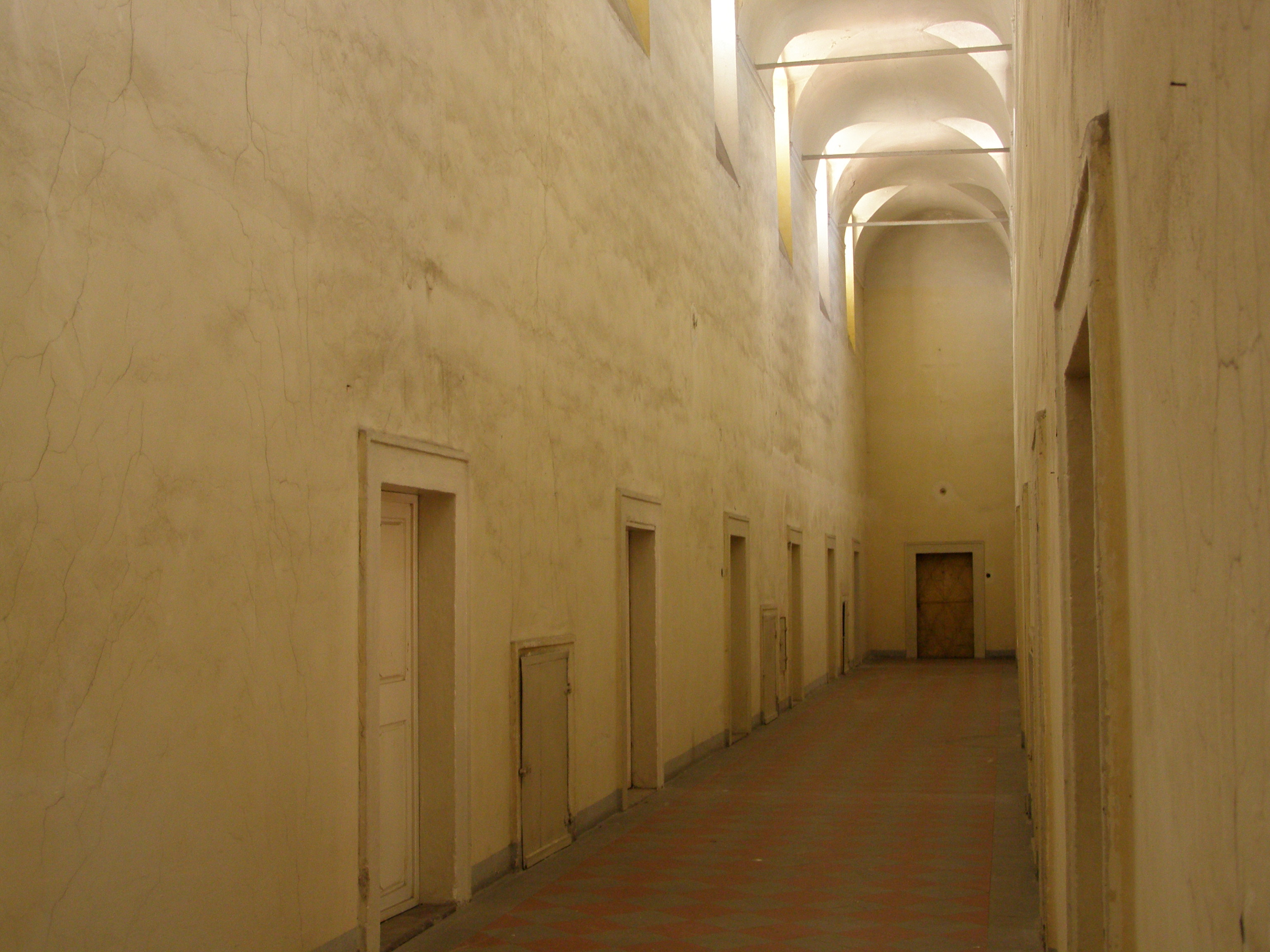
Chodba centralizačního kláštera v Broumově

Podobně jako komunistický režim v případě diecézí zasáhl nejdříve episkopát a pak klérus, soustředila se první vlna zatýkání řeholníků na představitele řádů. V monstrprocesu Machalka a spol. konaném na přelomu března a dubna 1950 byli následně komunisty ovládanými soudy odsouzeni k vysokým trestům František Šilhan, Adolf Kajpr, František Mikulášek, Jan Evangelista Urban, Silvestr Braito, Ivan Mastyliak, Jan Blesík, Vít Tajovský a Augustin Machalka.
Jen necelé dva týdny po vynesení rozsudku se rozeběhla Akce K připravovaná „církevní šestkou“ již od srpna 1949 a schváleného Ústředním výborem KSČ 20. ledna 1950. V první fázi v noci z 13. na 14. dubna 1950 příslušníci Sboru národní bezpečnosti a Lidových milic přepadli kláštery nejpočetnějších řádů (salesiáni, redemptoristé, jezuité, františkáni, premonstráti), jejich představitele a „nejreakčnější“ řeholníky internovali v Želivi a ostatní převezli do „soustřeďovacích klášterů“ v pohraničí (Osek, Králíky, Bohosudov, Hejnice, Broumov). Příslušníci menších řádů byli podobným způsobem internováni z 27. na 28. duben 1950. Celkem bylo během těchto dvou fází internováno bez jakéhokoli právního podkladu, natož soudního procesu 2420 řeholníků. Celá akce proběhla téměř bez odporu, jen na Slovensku musely bezpečnostní jednotky zasahovat proti davům věřících, které přišly „své“ řeholníky bránit. Akce K měla rovněž ekonomický rozměr, neboť konfiskace klášterních majetků představovala 4. největší majetkový přesun v období po druhé světové válce.
Ještě roku 1950 byli řeholníci do 35 let převedeni do pomocných technických praporů, které byly do roku 1954 zrušeny. Rovněž internační kláštery mohli řeholníci postupně opouštět, poslední roku 1956. Mezitím ovšem soudy odsoudily některé řeholníky (Jan Anastáz Opasek, Václav Mrtvý, Vladimír Pícha) a další soudy následovaly v letech 1959–1962. Poslední řeholníci opustili věznice až roku 1968. Ačkoli žádná oficiální norma řeholní život nezakazovala, jeho praktikování po návratu z internace, pomocných technických praporů nebo vězení bylo v praxi považováno za ilegální.
Vyklizení části ženských klášterů proběhlo v rámci Akce Ř probíhající od července do září 1950. Týkala se 4 tisíc řeholnic, z nichž polovina musela nuceně nastoupit práci v průmyslových podnicích v blízkosti internačních klášterů. Také v případě řeholnic proběhlo několik soudních procesů (Žofie Bohumila Langrová, Marie Vintrová, Antonie Anežka Witková). Většinu řeholnic ovšem nemohli komunisté jen tak odsunout, neboť je ve zdravotnických a sociálních ústavech bylo možné nahradit jen velmi pozvolna. Teprve roku 1962 pracoval ve všech nemocnicích výhradně civilní personál. Komunistické moci se příliš nedařilo ani přesvědčit řeholnice k odchodu z řádů nebo jinými způsoby narušit soudržnost ženských řádů.

### Rozpuštění řeckokatolické církve
Represe postihly také řeckokatolickou církev, kterou se komunisté pokusili v rámci Akce P oddělit od římskokatolické církve přičleněním k pravoslaví. Teoreticky se to režimu skutečně povedlo: řeckokatolický sobor v Prešově 28. dubna 1950 zrušil užhorodskou unii z roku 1646, což znamenalo odepření poslušnosti papeži a přijetí pravoslaví. Většina řeckokatolíků ovšem závěry tohoto zmanipulovaného soboru odmítla, takže následovaly perzekuce, v rámci nichž došlo k internaci 66 řeckokatolických kněží včetně dvou biskupů a více než 100 řeckokatolických kněží bylo přesídleno ze Slovenska do českých zemí. Ani tato opatření ovšem k zamýšlenému cíli nevedla, neboť samotný Státní úřad pro věci církevní musel uznat že přibližně polovina řeckokatolíků buď přešlo do katolické církve, nebo své obřady vykonávají ilegálně.

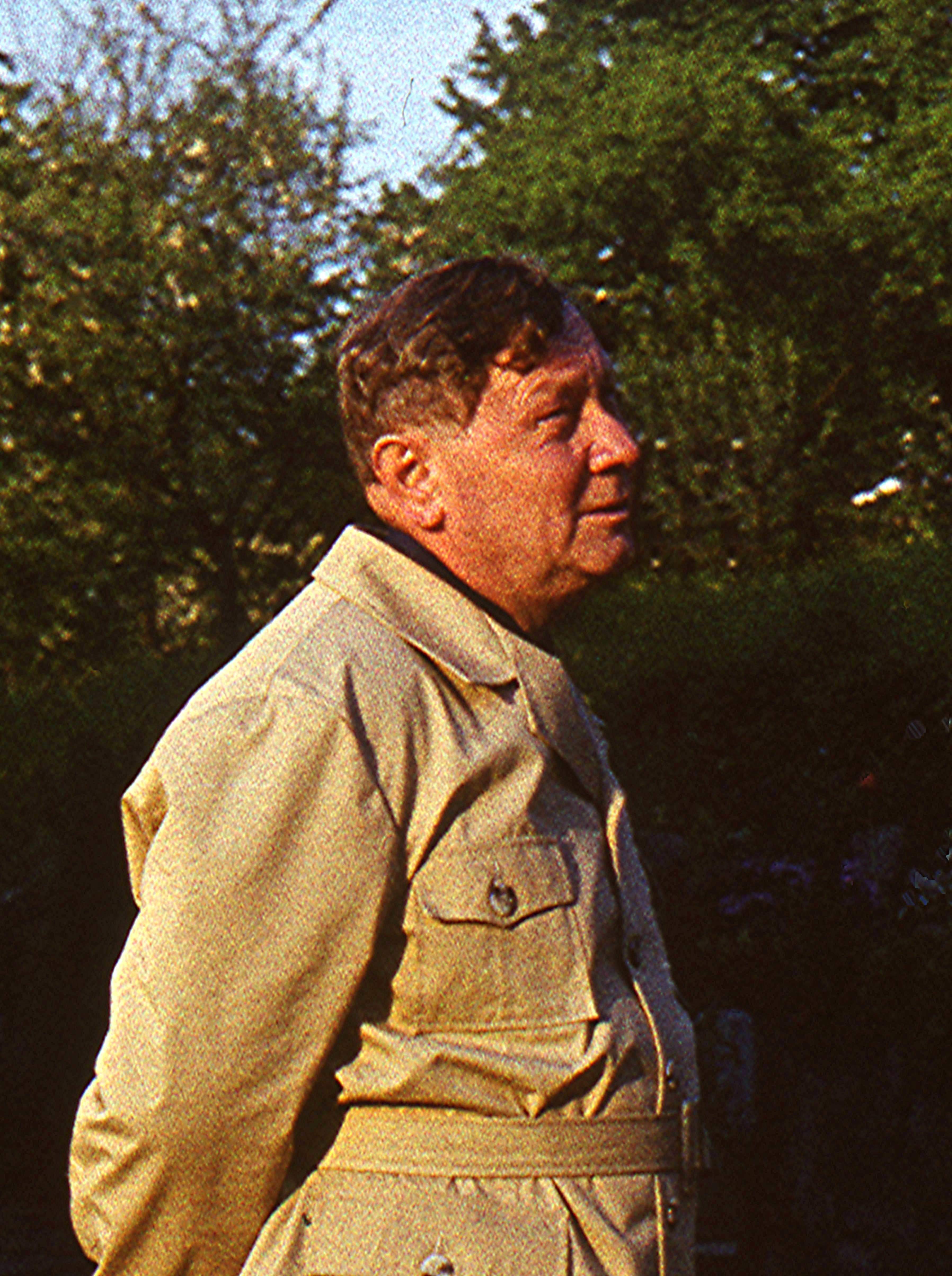
Josef Zvěřina

### Umlčení intelektuální a politické opozice
Nedlouho po internaci episkopátu a řeholníků, zastrašení kléru a rozpuštění řeckokatolické církve zasáhly komunistické represe také katolické laiky. Jednalo se především o intelektuály: již se nejednalo jen o slovní výpady proti nim a omezování možností publikace, ale také o soudní procesy s nimi, zejména o soudní proces s „klerofašistickou odnoží zelené internacionály“, v němž byl odsouzen Jan Zahradníček, František Křelina, Václav Prokůpek, Josef Knap, Zdeněk Kalista, Bedřich Fučík aj. V dalších procesech byli odsouzeni organizátoři původní Katolické akce nebo jiných katolických laických aktivit (František Valena, Oto Mádr, Vladimír Jukl, Růžena Vacková, Josef Bárta, Josef Zvěřina, Václav Vaško). Někteří se po svém propuštění na amnestii roku 1960 dočkali ještě stejného roku uvěznění kvůli údajnému zakládání ilegální Křesťanskodemokratické strany.
Další laická opozice se nijak významně neprojevila. Československá strana lidová ji rozhodně nepředstavovala, neboť její předseda Alois Petr, kterého po jeho smrti vystřídal Josef Plojhar postupovali naprosto v souladu s KSČ. Konec vytváření vlastní politiky jen dokresluje dramatický úbytek členstva, který v následujících desetiletích nepřekračoval 20 tisíc.

## Vatikánská „Ostpolitik“ a pražské jaro (1960–1978)

### Úspěchy komunistického režimu
Roku 1960 vyhlásil prezident Antonín Novotný rozsáhlou amnestii politických vězňů a vítězství socialismu v Československu. Na první pohled stát v boji proti církvi skutečně zvítězil. Episkopát neochotný podepsat slib věrnosti lidově demokratickému zřízení zůstával nadále v internaci až do roku 1963, kdy tento slib podepsal arcibiskup Beran. Ani po propuštění z internace se ovšem biskupové nemohli ujmout řízení své diecéze, takže po úmrtí pražského světícího biskupa Eltschkera roku 1961 zůstaly české země bez jediného aktivního biskupa (František Tomášek a Kajetán Matoušek dostali státní souhlas jen k výkonu služby faráře).
Také činnost kněží byla účinně usměrňována skrze Mírové hnutí katolického duchovenstva a církevní tajemníky, kteří se opírali o „církevní zákony“, jež umožňovaly nepoddajné kněze přeložit do malých pohraničních farností nebo jim odebrat státní souhlas. Řeholníci byli sice propouštěni z internace i vězení, vraceli se však do reality, v níž platil nepsaný zákaz pokračování řeholního života. Řeholnice sice mohly žít dále v komunitách, avšak to jen díky své často nezastupitelné úloze v sociálních ústavech. Stát sice řeholnice úspěšně vytlačil z nemocnic, proti zákazu jejich činnosti v dalších ústavech se ovšem postavil Státní úřad sociálního zabezpečení, který nakonec v dohodě s ministerstvem kultury, do jehož kompetence náboženské otázky spadaly, dovolil řeholnicím pracovat v ústavech pro nevzdělanou mládež a duševně postižené dospělé, v domovech důchodců a charitních zařízeních pro církevní osoby a dále vyrábět bohoslužebné potřeby.
Komunistický režim se mohl těšit také ze statistik o situaci laiků v českých zemích: zatímco ještě roku 1955 bylo pokřtěno 67 % ze všech narozených dětí, roku 1967 to bylo již jen 48 %. Kromě povinného civilního sňatku uzavřelo roku 1955 také církevní sňatek 52 % párů, zatímco roku 1967 již jen 29 %. Podobný trend se projevil i v případě pohřbů: roku 1955 bylo 75 % pohřbů církevních, roku 1967 již jen 54 %.

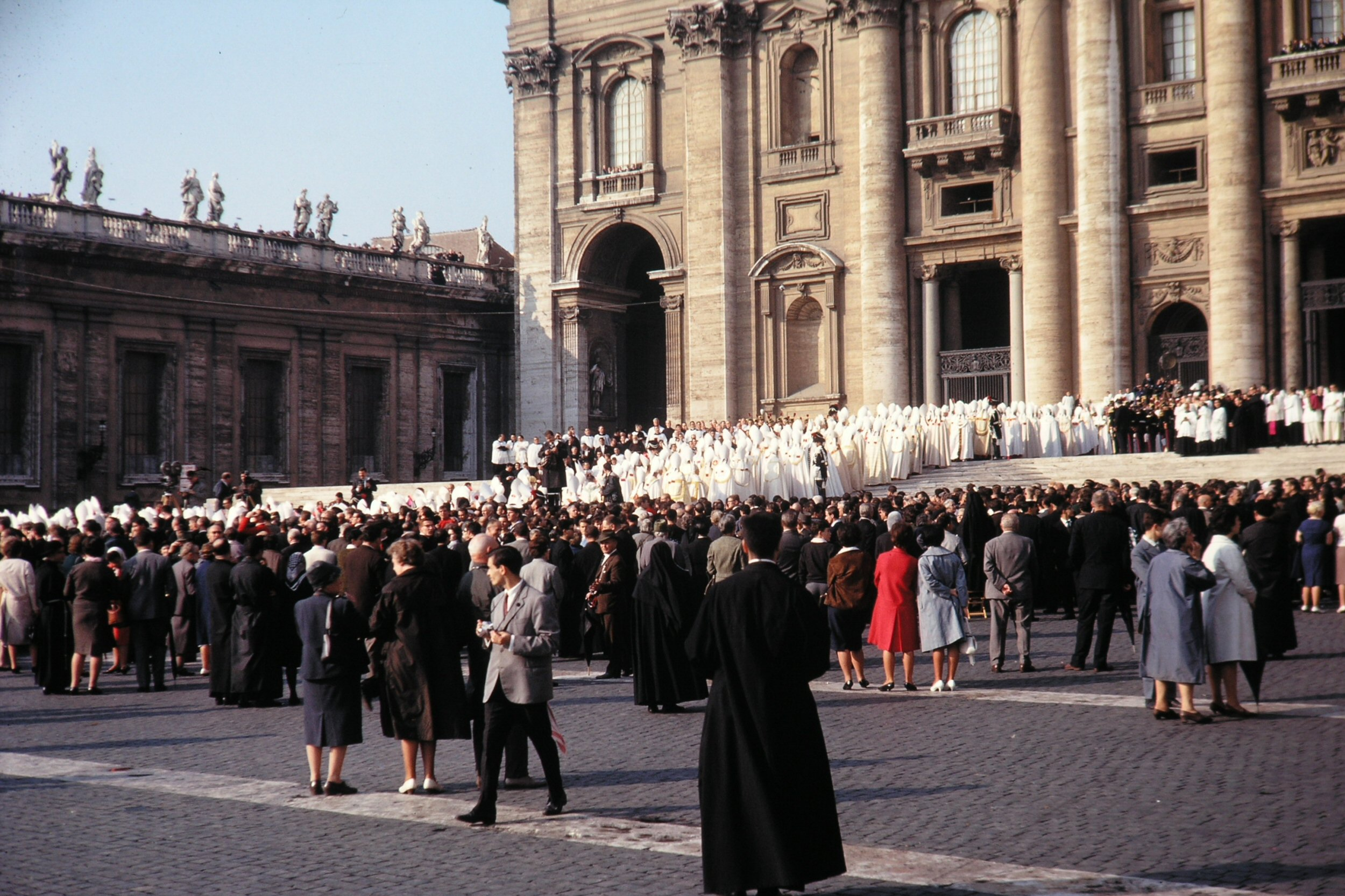
Zahájení 2. vatikánského koncilu, jehož se později zúčastnil kardinál Beran

### Podzemní církev a nový impuls
Mnohé oblasti života katolické církve komunistický režim tedy dostal pod kontrolu, zároveň se však stále intenzivněji utvářela tajná (podzemní) církev. Tyto skupiny se často formovaly okolo lidí, kteří byli právě propuštěni z vězení (Oto Mádr, Josef Zvěřina, Felix Maria Davídek, řeholníci). Už ve vězení tito lidé vytvářeli jakési „vězeňské univerzity“ a po propuštění pak vyučovali – nejen teologii, ale také jiné obory – ty, kteří odmítali nastoupit na komunisty ovládanou bohosloveckou fakultu nebo nebyli na vysokou školu z politických důvodů přijati.
Pro postoj státu k církvi hrála důležitou roli obnova komunikace Československa s Vatikánem. První jednání proběhla roku 1963. Komunisté na tato jednání přistoupili, neboť si od nich slibovali zvýšení mezinárodní reputace, zatímco Jan XXIII., prosazující na rozdíl od nekompromisního Pia XII. vstřícnější východní politiku (Ostpolitik), viděl v rozhovorech šanci, jak zlepšit postavení katolické církve v Československu a jak dosáhnout příjezdu československých delegátů na druhý vatikánský koncil. Ještě stejného roku skutečně došlo k propuštění biskupů z internace a o něco později papež jmenoval Berana kardinálem. Roku 1965 mohl Beran vycestovat do Říma, vrátit se již však nesměl. V souvislosti s těmito událostmi začal pražskou arcidiecézi po 15 letech spravovat biskup František Tomášek, byť ne jako sídelní biskup, nýbrž jen jako apoštolský administrátor.

### Pražské jaro
Události pražského jara se přirozeně promítly také do dění v katolické církvi. 21. března 1968 vystoupili bývalí katoličtí političtí vězni v Literárních novinách se svými požadavky vůči státu, které mimo jiné obsahovaly: právní dohodu Československa s Vatikánem, znovunastolení biskupů, obnovu řeckokatolické církve, obnovu řeholních řádů nebo přístup do médií. Ještě téhož dne rezignovalo celé vedení Mírového hnutí katolického duchovenstva včetně Plojhara. Plojhar rezignoval 31. března 1968 také na předsednictví ČSL. Za vedení Antonína Pospíšila se členská základna prudce rozrostla na 90 tisíc.
V květnu vzniklo 1968 Dílo koncilové obnovy, které mělo aplikovat závěry končícího se 2. vatikánského koncilu v praxi (nejviditelněji se projevily zejména změny v liturgii), a tři biskupové (Trochta, Skoupý, Hlouch) obdrželi státní souhlas. Konečně v červnu došlo k obnově řeckokatolické církve. Na litoměřické bohoslovecké fakultě mohli také krátce vyučovat Josef Zvěřina, Bonaventura Bouše nebo Antonín Huvar.

### Počátek normalizace
Naděje katolíků v další zlepšování situace ovšem zmařila invaze vojsk Varšavské smlouvy v srpnu 1968. Záhy došlo obnovení kněžského prorežimního „mírového hnutí“, tentokrát pod názvem Sdružení katolických duchovních Pacem in terris (SKD PIT), jehož čelnými představiteli se stali Štefan Onderko, Josef Vrana nebo Václav Medek. Členy hnutí se stal 726 českých kněží (přibližně třetina) a 350 slovenských kněží (čtvrtina). Vedení ČSL se opět obměnilo a počet členů se stranickými čistkami redukoval na 40 tisíc.
Návrat k původním poměrům navíc urychlilo úmrtí tří českých (Skoupý, Hlouch, Trochta) a tří slovenských (Nécsey, Lazík, Pobožný) sídelních biskupů na počátku 70. let. Tomášek se tak opět stal jediným sídelním biskupem, kromě něj pak měl státní souhlas k výkonu činnosti již jen řeckokatolický biskup Vasiľ Hopko. V této situaci se vatikánští diplomaté snažili vyjednat vysvěcení nových biskupů, přičemž komunisté souhlasili jen se jmény kněží, kteří neprojevovali vůči režimu nepřátelský postoj, nebo s režimem přímo spolupracovali. Biskupy se tak roku 1973 stali Július Gábriš, Jozef Feranec, Ján Pásztor a Josef Vrana. Důležitý výsledek československo-vatikánských jednání představovala také dohoda o úpravě hranic diecézí roku 1977 tak, aby odpovídaly československým státním hranicím.
Jmenování těchto biskupů jen více prohloubilo rozpory mezi „podzemní“ a „nadzemní“ církví. Stále více sílila kritika podzemní církve vůči členům SKD PIT (pejorativně „pacákům“) nebo vůči bohoslovecké fakultě. Činnost skryté církev se nejen zintenzivnila (např. v podobě vydávání samizdatové katolické literatury), ale někteří její členové začali rovněž navazovat úzké kontakty s občanským disentem a nekatolickými církvemi.

## Nová odvaha (1978–1989)
Nástup Jana Pavla II., velmi dobře znalého komunistického režimu v Polsku, na papežský stolec přinesl katolické církvi v Československu velkou změnu. Vatikán již nadále odmítal světit na biskupy kandidáty hodící se režimu výměnou za ústupky ze strany státu. Vatikánští diplomaté při jednání s československými zástupci opakovaně upozorňovali na rozpor československého práva s mezinárodním. Poměrů přímo uvnitř církve se dotklo zejména vydání nového Kodexu kanonického práva roku 1983, který omezoval pravomoci vikářů spravující (v souladu s vůlí režimu) neobsazené diecéze. Míra kolaborace nemalého počtu kněží v čele s Josefem Vranou se plně projevila poté, co papež roku 1982 vydal dekret Quidam episcopi, jímž zakázal kněžské spolky sloužící politickým cílům. Představitelé SKD PIT ovšem odmítali, že se tento dekret vztahuje také na jejich organizaci, byť na Tomáškův dotaz římská kurie odpověděla, že SKD PIT mezi tato sdružení samozřejmě patří.
Tyto změny povzbudily kardinála Tomáška k odvážnějšímu postoji vůči režimu a jeho spolupracovníků z řad církve. Roku 1984 pozval Jana Pavla II. do Československa na papežskou návštěvu. Komunisté sice návštěvu nepovolili, roku 1985 se nicméně odehrála mohutná pouť na Velehrad, jíž se zúčastnilo 100–200 tisíc věřících, kteří vypískali předsedu ONV v Uherském Hradišti i českého ministra kultury Milana Klusáka. Pouť prolomila strach mnoha věřících, neboť zároveň odhalila bezradnost režimu. Sama Státní bezpečnost přiznávala, že nemá dění v církvi plně pod kontrolou, když ve svých materiálech onoho roku uvedla, že v jen v českých zemích působí 16 tajných biskupů, 75 tajných kněží a 519 aktivních laiků. Skrytá církev tou dobou vydávala v Československu 15 samizdatových časopisů a zejména salesiáni dokázali aktivizovat mladé lidi, mj. pořádáním prázdninových pobytů nazývaných „chaloupky“.
Dne 29. listopadu 1987 kardinál Tomášek vyhlásil Desetiletí duchovní obnovy a ve stejný den začal moravský katolický zemědělec Augustin Navrátil organizovat petici, jež požadovala náboženskou svobodu, odluku církve od státu a navrácení církevních budov a pod kterou se podepsalo 501.590 lidí.. Bezpečnostní orgány proti oběma akcím nijak výrazněji nezasáhly, což jen věřící povzbudilo k účasti na dalších poutích následujícího roku (pouť k Anežce České, svíčková demonstrace).
Zatímco úmrtí biskupů na počátku 70. let dokázal využít komunistický režim k prosazení svých kandidátů, úmrtí biskupa Vrany roku 1987 a Pásztora roku 1988 vedlo k úplně jinému výsledku. Jan Pavel II. totiž odmítal vysvětit kandidáty navrhované komunistickou stranou, až nakonec ÚV KSČ ustoupil a souhlasil s vysvěcením tří biskupů, jimiž se roku 1988 stali pražští světící biskupové Jan Lebeda a Antonín Liška, trnavský biskup Ján Sokol. Následujícího roku bylo vysvěceno ještě více biskupů: František Vaňák (Olomouc), Josef Koukl (Litoměřice), František Tondra (Spiš).
Komunistický režim ustupoval stále víc, dokonce povolil účast asi 10 tisíc poutníků na svatořečení Anežky České v Římě 12. listopadu 1989, které dokonce v živém přenosu přenášela do poloviny mše Československá televize, potom byl zařazen přímý přenos z Prahy ze sjezdu SSM (Socialistický svaz mládeže). Oslavy svatořečení Anežky České v Československu proběhly 25. listopadu 1989, když již byla v plném proudu sametová revoluce, která církvi konečně přinesla náboženskou svobodu.